# Weltblindenunion
Die Weltblindenunion (WBU; engl.: World Blind Union (WBU), frz.: Union Mondiale des Aveugles (UMA), span.: Unión Mundial de Ciegos (UMC)) ist die internationale Interessenvertretung blinder und sehbehinderter Menschen in 177 Mitgliedsländern und etwa 600 einzelnen Organisationen, die die Anliegen Blinder vertreten und/oder Dienstleistung und Programme für Blinde anbieten. Sie hat Berater-Status bei den UNO-Organen und Agenturen und dem Wirtschafts- und Sozialrat der Vereinten Nationen (ECOSOC).
Die WBU wurde im Jahre 1984 durch den Zusammenschluss der International Federation of the Blind (IFB) und des World Council for the Welfare of the Blind (WCWB) gegründet. Geschäftssitz ist Toronto (Ontario) in Kanada.
Ziel der WBU ist es, Blinden und Sehbehinderten die gleichberechtigte Teilnahme an allen Aspekten des gesellschaftlichen, wirtschaftlichen, politischen und kulturellen Lebens zu sichern. Zu diesem Zweck sucht sie Vorurteile zu überwinden, Vertrauen in die Fähigkeiten blinder und sehbehinderter Menschen zu fördern und volle gesellschaftliche Teilnahme und Gleichberechtigung zu erreichen.
Seit 2001 betreut die WBU jeden 4. Januar den Welt-Braille-Tag, den Welttag der Brailleschrift.
Die WBU selbst bietet keine direkten Dienste oder Dienstleistungen für Blinde und Sehbehinderte an, sondern agiert als Forum, Interessenvertretung und Fürsprecher.

## Regionale Blindenunionen
Die Arbeit der WBU wird zum größten Teil in ihren sechs regionalen Blindenunionen durchgeführt:
- African Union of the Blind (AFUB)
- Asian Blind Union (ABU)
- WBU Asia-Pacific (WBU-AP)
- European Blind Union (EBU)
- Unión Latinoamericana de Ciegos (ULAC)
- WBU North America/Caribbean (WBU NA/C)

## Verliehene Auszeichnungen und Ehrungen

### Louis Braille Medal
Die Louis Braille Medal ist die höchste von der WBU verliehene Auszeichnung, die für langfristige Beiträge an die internationale Blindengemeinschaft oder an die WBU selbst vergeben während der Generalversammlung der WBU vergeben wird. Stand 2025 erhielten die nach Louis Braille, dem Erfinder der Brailleschrift, benannte Medaille sieben Personen:
- 2000: Pedro Zurita aus Spanien und David Blyth aus Australien
- 2004: Arne Husveg aus Norwegen (posthum)
- 2008: Euclid Herie aus Kanada
- 2012: Jawahar Lal Kaul aus Indien
- 2016: Maryanne Diamond aus Australien
- 2021: Walton „Aubrey“ Webson aus Antigua und Barbuda

### Ehrenmitglieder
Folgende Personen wurden wegen ihrer Förderung von Barrierefreiheit, Inklusion und Gleichberechtigung zu Ehrenmitgliedern der Weltblindenunion ernannt:
- E. W. Christiansen (Australien)
- Dorina de Gouvêa Nowill (Brasilien)
- Horst Stolpher (Deutschland)
- Rajendra Vyas (Indien)
- Lal Advani (Indien)
- Akiko Iwahashi (Japan)
- Arne Husveg (Norwegen)
- Fatima Shah (Pakistan)
- Boris Zimin (Russland)
- Abdullah M. Al-Ghanim (Saudi-Arabien)
- Per Hägermalm (Schweden)
- Bengt Lindqvist (Schweden)
- Monthian Buntan (Thailand)
- John Wall (Vereinigtes Königreich)
- Duncan Watson (Vereinigtes Königreich)
- William Gallagher (USA)
- Kenneth Jernigan (USA)
- Frank Kurt Cylke (USA)
- Susan Jay Spungin (USA)

## Mitglieder im deutschsprachigen Raum
Unter den institutionellen Mitgliedern sind:
- Blinden- und Sehbehindertenverband Österreich (BSVÖ), Wien
- Deutscher Blinden- und Sehbehindertenverband e.V. (DBSV), Berlin
- Bund der Kriegsblinden Deutschlands e.V. (BKD), Bonn
- Deutscher Verein der Blinden und Sehbehinderten in Studium und Beruf (DVBS), Marburg
- Verband für Blinden- und Sehbehindertenpädagogik, Stuttgart
- Schweizerischer Blinden- und Sehbehindertenverband, Bern